# Michaił Miller
Michaił Aleksandrowicz Miller, ros. Михаил Александрович Милер (ur. 23 listopada 1883 we wsi Kamienno-Millerowskaja pod Rostowem nad Donem, zm. 15 lutego 1968 w Monachium) – rosyjski historyk-archeolog, etnolog, wykładowca akademicki, przewodniczący kolaboracyjnej Komisji do spraw Kozackich podczas II wojny światowej, emigracyjny pisarz i publicysta.
Ukończył gimnazjum klasyczne w Taganrogu, a następnie studia na wydziale historyczno-filologicznym uniwersytetu w Moskwie. Podczas studiów brał udział w wykopaliskach archeologicznych na ziemiach kozackich. W 1911 ukończył studia na wydziale prawniczym uniwersytetu w Charkowie. Został sędzią pokoju okręgu taganrogskiego. Następnie podjął pracę jako prawnik w kancelarii dońskiego banku rolniczego w Taganrogu. Jednocześnie zajmował się archeologią i etnografią ziem kozackich nad Donem. Był autorem książki pt. „Материальная культура Донских Низовых Казаков”. Po zakończeniu wojny domowej w Rosji zaczął pracować jako pedagog. Uczył historii w rostowskim instytucie pedagogicznym. Kontynuował też swoją działalność archeologiczno-krajoznawczą. Był członkiem komisji do spraw utworzenia muzeum dońskiego. W 1927 r. współtworzył muzeum krajoznawcze w Taganrogu, którego został dyrektorem. W tym samym roku napisał publikację pt. „Обследование памятников материальной культуры сев. побережья Азовского моря”. Od 1934 r. był profesorem historii starożytnej i archeologii na uniwersytecie rostowskiego instytutu pedagogicznego. W 1935 r. wydał 2 publikacje pt. „К вопросу о разви тии хозяйственных форм доклассового общества в бассейне Нижнего Дона” i „Отчет о работах экспедиции ГАИМК в Моздоке”. W 1939 r. stanął na czele katedry starożytności i archeologii uniwersytetu w Rostowie nad Donem. Opublikował wówczas książkę pt. „Танаис”. Po zajęciu miasta przez wojska niemieckie 24 lipca 1942 r., stanął na czele kolaboracyjnej Komisji do spraw Kozackich. Jednocześnie na polecenie Niemców prowadził wykopaliska archeologiczne, które miały udowodnić zamieszkiwanie ziem nad Donem w starożytności przez ludy germańskie. Na pocz. 1943 r. ewakuował się do Lwowa, a następnie do Wiednia. Po zakończeniu wojny zamieszkał w Göttingen, gdzie nauczał historii uchodźców ukraińskich. W 1946 r. został członkiem emigracyjnej Ukraińskiej Wolnej Akademii Nauk. W 1948 r. otrzymał stopień doktora filozofii na Wolnym Uniwersytecie Ukraińskim. Od 1951 r. był profesorem tego uniwersytetu. Jednocześnie w tym samym roku objął funkcję sekretarza naukowego w Instytucie Nauk nad ZSRR w Monachium. Napisał ok. 130 monografii, dotyczących sowieckiego życia naukowego, w tym „Археология в СССР” (1954) oraz „Дон и Приазовье в древности” w 3 tomach (1958–1961) i „Первобытный период в истории Нижнего Днепра” (1965). W ukraińskiej prasie emigracyjnej ukazywały się licznie jego artykuły o charakterze naukowym i politycznym.